# Ivan Merz
Blaženi Ivan Merz (Banja Luka, 16. prosinca 1896. – Zagreb, 10. svibnja 1928.) bio je hrvatski katolički laik, komparatist, pisac, profesor, časnik u Austro-Ugarskoj vojsci, poliglot i blaženik Katoličke Crkve rodom iz Bosne. Bio je jedan od istaknutijih pripadnika Hrvatskoga katoličkog pokreta kao dopredsjednik Hrvatskoga orlovskog saveza, pokretač Katoličke akcije u Hrvatskoj, učenik Ljubomira Marakovića i suradnik niza hrvatskih katoličkih intelektualaca svojega doba.
Postupak proglašenja Ivana Merza blaženim i svetim započeo je u Zagrebu još 1958. godine, a od 1986. godine nastavio se u Rimu pri vatikanskoj Kongregaciji za kauze svetaca. Papa Ivan Pavao II. prozvao ga je „istaknutim laikom u svjedočenju Evanđelja” u posjetu zagrebačkoj katedrali 10. rujna 1994. Isti ga je papa proglasio blaženim 22. lipnja 2003. u Banjoj Luci. 

## Životopis

### Djetinjstvo i mladost
Rođen je 16. prosinca 1896. godine u Banjoj Luci u obitelji vojnika Moritza. On je po zapovijedi iz Češke premješten u prometnu satniju Maria Theresiopel u Banjoj Luci. Majka Ivana Merza, Teresa Mersch, rođena je u Nagykanizsi u Mađarskoj. Vjenčali su se u Banjoj Luci, 17. siječnja 1899. godine.
Ivan je pohađao osnovnu školu i realnu gimnaziju u Banjoj Luci i Prijedoru. Kraće je vrijeme proveo u Vojnoj akademiji u Bečkom Novom Mjestu te se upisao 1915. na bečko Sveučilište želeći se školovati za profesora. U ožujku 1916. pozvan je u vojsku te je kasnije poslan na talijansku bojišnicu. Nakon rata se vratio u Beč te je nastavio studij. Nakon što je dobio stipendiju nastavio je studij u Parizu. Tamo je prikupljao materijal za svoju doktorsku disertaciju pod naslovom: „Utjecaj liturgije na francuske pisce od Chateaubrianda do danas“. Na Sveučilištu u Zagrebu stekao je tako naslov doktora filozofije. Godine 1922. dobio je posao u Nadbiskupskoj klasičnoj gimnaziji kao profesor francuskog i njemačkog jezika. Od 3. prosinca 1922. bio je predsjednik „Hrvatskog katoličkog omladinskog saveza“.

#### Hrvatski Orlovski Savez
Početkom dvadesetog stoljeća započinje krčki biskup Antun Mahnić veliko gibanje među katoličkom mladeži koje je nazvano Katolički pokret. Cilj pokreta bio je suprotstaviti se liberalizmu koji je sve više nadirao u naše krajeve iz europskih zemalja i potiskivao vjeru i njezine vrijednosti iz javnog života. Ivan Merz je još za vrijeme studija u Beču i Parizu pristupio pokretu.
Po dolasku u Zagreb Ivan se odmah aktivno uključuje u rad Katoličkog pokreta i biva još iste jeseni 1922. godine izabran za predsjednika već postojećeg Hrvatskog katoličkog omladinskog saveza, koji se za godinu dana ujedinio s orlovskim pokretom u Hrvatski Orlovski Savez.
Orlovska organizacija imala je za cilj odgoj mladeži u vjerskom, intelektualnom, moralnom i tjelesnom pogledu. Ono što se kod orlova u vanjskoj djelatnosti najviše opažalo bila je njihova gimnastička aktivnost s priredbama, sletovima i ostalim manifestacijama. Zahvaljujući Ivanovim velikim nastojanjima ta organizacija poprima snažnu vjersko-kulturnu dimenziju. To se očitovalo u prvom redu u geslu koje je na Ivanov prijedlog bilo prihvaćeno na osnivačkoj skupštini kao ideja vodilja same organizacije: Žrtva-Euharistija-Apostolat. I u priručnik organizacije "Zlatnu knjigu", koju je Ivan sastavio po slovenskom originalu, Ivan unosi nove ideje: ljubav i odanost Crkvi i Kristovu Namjesniku. No najveća njegova zasluga sastoji se u tome što je u orlovsku organizaciju unio ideje Katoličke Akcije, koju je pokrenuo Papa Pio XI. i tako cijelu organizaciju usmjerio prema Crkvi i suradnji s njezinom hijerarhijom u apostolatu.

### Posljednji dani i smrt
Ivan se tužio na slabi vid još od djetinjstva. K tomu se kasnije pridružila i zubobolja. Bolest ga je stalno pratila i često sputavala njegov polet za studij i rad. Zadnju je godinu života ozbiljno pobolijevao. Dobio je akutnu upalu čeljusne šupljine i morao je poći na operaciju.
Dan uoči odlaska na kliniku sredio je sve svoje stvari i sastavio svoju oporuku. Radi se, u stvari, o tekstu za nadgrobni natpis koji je napisao latinskim jezikom, a pronađen je u ladici njegova pisaćeg stola nakon smrti. U hrvatskom prijevodu oporuka glasi:
 Umro u miru katoličke vjere. Život mi je bio Krist, a smrt dobitak. Očekujem milosrđe Gospodinovo i nepodijeljeno potpuno vječno posjedovanje Presvetog Srca Isusova.
I. M. blažen u pokoju i miru. Duša će moja postići cilj za koji je stvorena. U Gospodinu Bogu. – 
Ivan je operiran 26. travnja na Klinici za uho, nos i grlo u Draškovićevoj ulici u Zagrebu. (Danas je u toj zgradi smještena osnovna škola koja od 1994. godine nosi ime "Dr. Ivan Merz"). Operacija, nažalost, nije uspjela. Ivan je dobio meningitis od kojega je polagano umirao. U nedjelju, 6. svibnja, njegov ispovjednik o. Josip Vrbanek podijelio mu je bolesničko pomazanje. Ivan je bio pri svijesti, ali više nije mogao govoriti. Nakon obreda ispovjednik, pogađajući njegove misli, podsjetio ga je na posljednji razgovor o žrtvi života.
"Zar ne, Vi žrtvujete svoj život za hrvatsko Orlovstvo?" Ivan je vedro pogledao, njegove velike oči su zasjale i, kako nije mogao više govoriti, samo je dao potvrdni znak glavom.
9. svibnja Ivan je primio brzojavku iz Rima kojim mu Sveti Otac šalje svoj blagoslov.
Sutradan, u četvrtak, 10. svibnja 1928. godine, prije podne, u prisutnosti svoga oca i svojih najbližih prijatelja Ivan je prešao u vječne radosti Kristova Kraljevstva. Dr. Dragutin Kniewald, nazočan kod njegove smrti, ovako opisuje Ivanove posljednje trenutke: "Ivanovo disanje bivalo je sve polaganije, bilo sve slabije; ležao je mirno, zatvorenih očiju; u to širom otvori velike oči iz kojih mu je kanula smrtna suza. Pogled je upro tamo daleko u visinu, miran, pouzdan, siguran; još jedan uzdah, još jedan mali, jedva primjetljivi trzaj i dr. Ivo Merz je predao Svevišnjemu svoju plemenitu dušu."
Vijest da je Ivan otišao u vječni život, munjevitom se brzinom proširila po Zagrebu, a onda i cijelom Hrvatskom.
"Svi smo osjećali ne nešto strašno, nego nešto veliko se dogodilo, umro je dr. Merz. Bili smo pod dojmom da je on za nešto žrtvovao svoj život" - pripovijedali su njegovi prijatelji.
Cijeli katolički Zagreb okupio se u nedjelju 13. svibnja na Mirogoju. K njima su se pridružili i mnogi delegati iz raznih katoličkih organizacija iz hrvatskih krajeva. Računa se da je pogrebu prisustvovalo oko 5.000 ljudi. Sprovod je vodio biskup dr. Dominik Premuš. Po broju i ugledu osoba bio je to sprovod kakvoga Zagreb nije pamtio od smrti biskupa Josip Langa.
S velikom vanjskom svečanošću, uz brojne govore, glazbu i pjevanje Ivanovo je tijelo otpraćeno na vječni počinak. Pokopan je na zagrebačkome groblju Mirogoju.
Tijelo mu je 1977. godine preneseno u Baziliku Srca Isusova u Zagrebu, u koju je redovito dolazio za svoga života.

## Beatifikacija
Papa Ivan Pavao II. na svečanoj je misi na Petrićevcu u Banjoj Luci, 22. lipnja 2003., blaženim proglasio slugu Božjega Ivana Merza. Molbu za proglašenje blaženim uputio je predsjednik HBK zagrebački nadbiskup Josip Bozanić, u čijoj je nadbiskupiji započeo proces za beatifikaciju. Zatim je banjolučki biskup Franjo Komarica pročitao životopis Ivana Merza. Nazočan je bio i postulator kauze o. Božidar Nagy. Nakon toga je papa Ivan Pavao II. izrekao svečanu formulu beatifikacije. Od sada se Ivan Merz smije nazivati blaženikom a spomendan njegove smrti se slavi 10. svibnja.

## Milosti i uslišanja po zagovoru blaženog Ivana Merza
Odmah nakon smrti bl. Ivana Merza 10. svibnja 1928. godine, mnogi su mu se preporučili u zagovor u raznim duševnim i tjelesnim potrebama i bili su uslišani. Ovdje donosimo kratki opis čudesnog ozdravljenja Anice Ercegović, koje je potvrđeno u Vatikanu u procesu beatifikacije. Potom donosimo samo naslove raznih uslišanja koja su se zbila tijekom tri godine (2002. – 2004.).
Čudo prihvaćeno i potvrđeno u Vatikanu u procesu beatifikacije bl. Ivana
Anica Ercegović, rođ. 1905. u selu Gradusi kraj Sunje, teško se razbolila od tuberkuloze pluća i drugih bolesti u svojoj 19. godini. Nakon šest godina neuspješnog liječenja molila je devetnicu Ivanu Merzu i pošla njemu na grob početkom srpnja 1930. Kući se vratila zdrava. Živjela je od tada u punom zdravlju, nije išla liječnicima niti je trošila bilo kakve lijekove. Doživjela je duboku starost. Umrla je 1987. u 82. godini a 57. godini kako je čudesno ozdravila. Njezino čudesno ozdravljenje po zagovoru Ivana Merza potvrdila ja Vatikanska komisija od pet liječnika 8. V. 2002. Ovo čudesno ozdravljenje prihvatila je Kongregacija za kauze svetaca u postupku beatifikacije Časnog sluge Božjega Ivana Merza.
Uslišanja po zagovoru bl. Ivana Merza tijekom 2002., 2003. i 2004. godine. Opširniji opisi svih uslišanja, kao i ostalih primljenih milosti po zagovoru bl. Ivana Merza od 1928., mogu se naći na [www.ivanmerz.hr web-stranici] bl. Ivana Merza u direktoriju Uslišanja-Zahvale.
Nezaposleni dobio posao - Ozdravio od alergije - Dijete ozdravilo - Ozdravila od bolesti, uspješno položila ispite, utješena nakon tragedije - Sretan upis na fakultet po zagovoru Ivana Merza - Dva velika uslišanja postignuta kroz molitvu devetnice: dobila sudski spor i brat našao posao - Po zagovoru bl. Ivana pronađen posao - Pomoć u posljednjim danima - Bl. Ivan pomogao ozdraviti i naći posao - Pomirba zavađene obitelji i druge milosti - Bl. Merz pomogao naći posao i prije završene devetnice - Zahvaljujem Bl. Ivanu Merzu za ozdravljenje - Devetogodišnjaku Albertu bl. Ivan uklonio bol u trbuhu - Uslišane molitve za sina - Na dan beatifikacije sin dobio posao - Zahvala za upis na fakultet i dobivanje posla - Obraćenje i sv. ispovijed u bolesti - Položen teški ispit - Isprošen dolazak djeteta na svijet - Merz pomaže u pripremi za smrt - Ivan pomaže na ispitima i pokazuje put u visine - Ivan Merz pomogao pri upisu na fakultet - Čudesna pomoć u dobivanju stalnog zaposlenja - Riješen obiteljski problem - Pomoć u studiju - Pomirenje u obitelji nakon pet godina - Blaženi Ivan spasio poduzeće od propasti.

## Pariške odluke
Za vrijeme studija u Parizu 1921. godine Ivan Merz daje program u 21. točku za duhovni život. Neke od njih su:
- Na sasvim tvrdom ležati.
- U petak glad osjećati.
- Gimnasticirati svaki dan u kojim god prilikama.
- O sebi nikada ne govoriti.
- O svojoj boli nikada govoriti.
- Što manje govoriti.
- Ne odati se nikada odviše jednostrano znanosti.

## Posvete, ustanove i spomen
Župe koje nose ime po bl. Ivanu Merz nalaze se u Slatini (utemeljena 22. lipnja 2003.) i u zagrebačkom Španskom (utemeljena 2011.).
U Rimu se nalazi Dom hrvatskih hodočasnika "Dr. Ivan Merz".
U Zagrebu Osnovna škola „Dr. Ivan Merz” od 1. siječnja 1995. nosi njegovo ime. Iste je godine u školskome predvorju otkriven brončani reljef s Merčevim likom, rad Ivana Starčevića.
U Banjoj Luci djeluje Katolički školski centar koji nosi njegovo ime.
U Splitu od 1. rujna 2006. djeluje Humanitarna udruga Ivan Merz koja daje stipendije uspješnim studentima i srednjoškolcima slabijeg imovinskog stanja. Splitsko-makarska nadbiskupija održava Ministrantsku malonogometnu ligu „Ivan Merz”.
Dana 3. lipnja 2007. u Aleji hrvatskih blaženika u Župi Presvetog Trojstva u Prečkom otkriven je njegov kip, rad Slavena Miličevića.
O njegovu životu snimljen je dokumentarni film Ivan Merz - život za ideale redatelja Jakova Sedlara. Posvećene su mu i skladbe (himni, šansone, zborske skladbe, mise).
Ulica u Splitu nosi njegovo ime (Ulica bl. Ivana Merza).

### Članci
- Matić, Zdravko; Babić, Slavko. 2014. Ivan Merz sudionik Prvoga svjetskog rata 1916.-1918. godine. Vrhbosnensia. Univerzitet u Sarajevu – Katolički bogoslovni fakultet. Sarajevo. 18 (1): 199–221

## Vanjske poveznice
Sestrinski projekti
|  | Zajednički poslužitelj ima još gradiva o temi Ivan Merz |
|  | Wikicitati imaju zbirke citata o temi Ivan Merz         |

Mrežna mjesta
- Službena stranica postulature
- Dokumentarac o Merzu (s podnaslovima na engleskom)

|  | Portal Hrvatske: pristup člancima s tematikom o Hrvatskoj |